# わたみん家

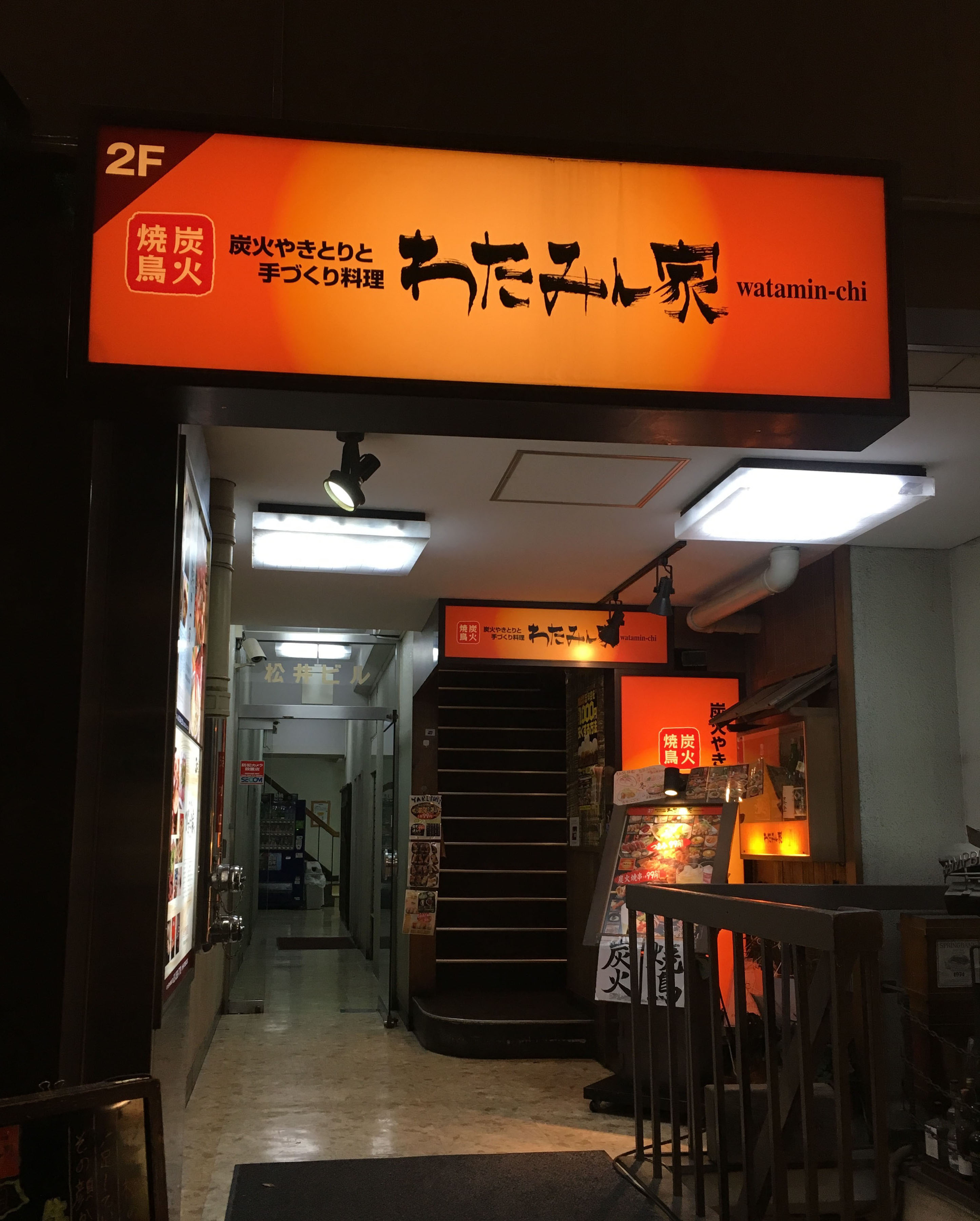
有楽町日比谷口店

わたみん家（わたみんち）は、かつてワタミ株式会社が全国展開していた、居酒屋を主とした日本の外食チェーンストア。下の3文字をとって「みんち」とも略される。
数年間経験した社員を店舗のオーナーとして数年間貸与する準フランチャイズ方式も採用していた。2010年10月25日の時点で店舗数は211あり、ワタミの店舗ブランドで最多の店舗数だったが、2018年中にすべての店舗が「三代目 鳥メロ」をはじめとした業態やブランドの転換により、「わたみん家」ブランドは廃止された。

## 主力製品・事業

### 店舗展開
北は北海道から南は九州まで、2003年の新展開から7年で200店舗を超える店舗展開をみせている。この背景には“和民”や“ゴハン”、“然の家”などワタミフードサービスが管理する店舗の中で売上が不振な店を建て直していることがある。そのため、決まった内装に固執せず、それぞれの地域や店舗の規模に応じた内装となっている。

## 沿革
- 2003年1月 - 居食屋「わたみん家」1号店として京成大久保店を出店
- 2003年8月 - 炭火焼だいにんぐ「わたみん家」1号店として本厚木店を出店
- 2004年7月 - ワタミダイレクトフランチャイズシステムズ株式会社を設立
- 2006年2月 - ワタミフードサービス株式会社を設立し、ワタミの外食事業を移管。ワタミ株式会社はグループ経営を統括する持株会社に移行
- 2006年5月 - TGIフライデーズから初の転換となる「わたみん家」下北沢店を出店
- 2006年10月 - 笹塚にある「和民」がわたみん家としてリニューアルオープンし、わたみん家として100店舗目を達成
- 2009年4月 - ワタミフードサービス株式会社が運営会社のワタミダイレクトフランチャイズシステムズ株式会社を吸収合併
- 2009年6月20日 - わたみん家の代表取締役社長であった桑原豊がワタミフードサービス株式会社代表取締役社長を兼任し、渡邉美樹は新設される代表取締役会長に就任
- 2010年6月 - 三軒茶屋店がオープンし、わたみん家として200店舗目を達成
- 2015年3月 - 運営会社のワタミフードサービス株式会社がワタミフードシステムズ株式会社に商号変更
- 2015年12月 - ワタミ株式会社が運営会社のワタミフードシステムズ株式会社を吸収合併
- 2017年 - 「わたみん家」の「三代目 鳥メロ」へのブランド転換を急速に進める（2017年3月 - 9月で53店舗を「三代目 鳥メロ」に転換、「わたみん家」42店舗に）
- 2018年5月 - 「わたみん家」ブランド廃止の方針を発表
- 2018年中 - すべての店舗がなくなり、ブランド「わたみん家」廃止

## 特徴
- ワタミグループの他店舗よりも低価格で、家族向けの低価格料理や、若者向けの変わった名前のカクテル（後述）がある。
- 「炭火焼」に力を入れたメニュー構成となっており、備長炭を用いて焼き物を提供している。多くの店舗で炭場がオープンキッチンになっており、スタッフが実際に焼いている所を見ることができる[1]。
- フランチャイズ方式をとっているため、名前はわたみん家でも日ノ出町店や、用賀店などの多くの店舗でオーナーが営業している。直営店としてオープンするケースがほとんどだが、千歳船橋店や、横浜東口店のように始めからオーナー店舗としてオープンするケースもある。
- 飲食店の少ない駅の駅前などに地域密着として展開する一方で、下北沢や銀座など、都心の駅前の一等地に店があることも珍しくない。ただし地価の関係上、都心部は直営店であることが多い。
- 営業時間は店舗によって異なり、ランチを営業している店舗もある。
- 現在のユニフォームは紺と黒に統一されていて、新しい店舗では背中にロゴが入っている。かなり昔はオレンジのユニフォームもあったが、現在は使われていない。
- 会社としてまだ若いこともあり、実力があれば新卒1年目から店長を経験したり、数年で課長クラスまで昇進することもある。アルバイトから中途で社員になることも珍しくはない。
- 他のワタミグループはサントリーだが、わたみん家が販売するビールの銘柄はアサヒビールであり、その他の酒類全般もアサヒビールの商品を用いている。そのため、サントリーが商標登録しているカルーアミルクなどは置いていない。なお、わたみん家も2007年まではサントリーと提携していた。

## メニュー
前述の通り、焼き物を強みとしたメニュー構成になっている。備長炭を用いてじっくり焼いているが、オープン当初は焼き鳥が一本80円という安さであった(2010年12月現在は二本セットで199円)。当時は焼き鳥の盛り合わせも399円という低価格であったため、ねぎまに関しては赤字覚悟の提供であったと言われている。
居酒屋でおでんを扱う新規性や、焼き鳥の他に「焼きとん」を始めとした創作串など、独創性を求めたメニューもある。
開店当初からカクテルの名前にはこだわりがあり、「君の瞳に乾杯」や「アリエナイ」、「こんなに酔わせてどうするの」など笑いを誘うメニューが数多くある。メニュー変更でなくなったものも多いが、2010年12月現在では「やまもももももももものウシ」や「orz」、「スリムスリムスリム」などがある。また、毎回メニューが変わる度に新しくなる“たか子シリーズ”があり、「たか子の吐息」や「たか子の毎日」、「たか子の魅惑」などがあった。これは2010年現在でも続いており、本社のたか子さんがモデルとなっている。
カクテルと同様に、一般的なメニュー名にもこだわりがあり、若鶏のから揚げは「銀座のザンギ」として、北海道でから揚げを意味するザンギの名前で扱っている。ちなみにネーミングは逆さ言葉にしたいためで、銀座という土地柄とは何の関連性もない。
ほとんどの店がお通しはキャベツであるが、浅漬け用のタレをかけて塩昆布を乗せたものと、味噌をつけてピーマンを乗せたものの2種類がある。

### その他
- 100店舗目となったわたみん家笹塚店は、もともと渡邉美樹が初めて和民を創設した店であった。本人は今も、「世界で一番の店は（当時の）「和民」笹塚店」と語っている。[4]
- 2009年からワタミフードサービスのグループ全体で最も外食として見本となる店舗を競う「WBC (Watami Best-store Challengeship)」を開催しており、過去2回ともわたみん家の店舗が優勝している（第一回優勝：横浜南幸町店、第二回優勝：仙台西口店）。なお、このイベントは野球の世界一を競うWBC (World Baseball Classic) とかけてついた名前である。
- アルバイトのランクにはワンスター、ツースター、スリースター、シルバースター、ゴールドスターがあり、基本的にランクが上がると時給は10円程度上がるが、シルバースターとゴールドスターになるには研修が必要である。かつてはアシスタントマネージャーという最高地位があったが、2010年に廃止された。
- テレビ朝日系「お願い!ランキング!」の下北沢の人気飲食店ランキングの回に、下北沢店がチェーン店ながら第4位にランクインした[5]。なお、このとき出演した小久保卓店長は、200店舗目となる三軒茶屋店を立ち上げ成功を収めている。
- もともとワタミグループで最も安い価格帯であったが、「和っしょい」の開店に伴い、一番安くはなくなった。
- 新しい店舗がオープンすると、その店では数日間の半額チケットバックキャンペーンが開催される。ここでもらえるチケットは、かつては何枚でも使用できたが、今は1人あたり1000円までの利用に限られている。なお、このキャンペーンはオープン数日間以外にも不定期に開催されることがある。

## 関連会社
外食事業
- ワタミ株式会社 - 居酒屋「和民」などの飲食店を経営
- 株式会社ワタミファーム - 農産物の販売等

その他の事業
- ワタミファーム&エナジー株式会社

ほか